# NGC 1802
NGC 1802 je otvoreni skup u zviježđu Biku. 

## Vanjske poveznice
- SEDS: NGC 1802